# لي بيرجي
لي بيرجي (بالإنجليزية: Lee Burge)‏ (9 يناير 1993 بهيرفورد في المملكة المتحدة - ) هو لاعب كرة قدم بريطاني في مركز حراسة المرمى. لعب مع كوفنتري سيتي ونونيتون بورو ‏.

## وصلات خارجية
- لي بيرجي على موقع قاعدة بيانات كرة القدم.إي يو (الإنجليزية)
- لي بيرجي على موقع Soccerbase.com (لاعب) (الإنجليزية)